# 冨永愛
冨永 愛（とみなが あい、1982年8月1日 - ）は、日本のファッションモデル、女優。UNDER GROUND（東京）、Marilyn（ニューヨーク/パリ）、Why Not（ミラノ）、Storm（ロンドン）所属。2008年現在は日本とパリを拠点にモデルの仕事を中心に活動中である。

## 来歴
神奈川県相模原市緑区生まれ。相模原市立橋本小学校、同旭中学校、神奈川県立橋本高等学校卒業。

### モデル
幼少期から背が高く、当時はコンプレックスだったという。15歳の時に姉が読者モデルに応募した（当時は175センチメートル）。ボン・イマージュに所属し、雑誌『プチセブン』のモデルとなった。
17歳の時に雑誌『ヴォーグ』（日本版）2000年12月号の表紙を務め、同誌に高校の制服を着た写真（ノーメイクにコギャル風のルーズソックスを履いていた）が掲載された。その写真を見た海外のファッション関係者に誘われ、本格的に世界で活動を開始した。
2001年にニューヨークコレクションでランウェイモデルとしてデビューを果たす。半年間の休業を経て、2006年春夏コレクションで復帰した。2007年頃に起きた「痩せすぎモデル問題」では、冨永もショーに出演できる数値を満たしておらず、いくつかのショーの出演をキャンセルされた。
2023年7月14日、芸能事務所「Crossover」を設立したことを発表した。

### その他
WFP国連世界食糧計画のオフィシャルサポーターや、国際協力NGO ジョイセフ （公益財団法人）のアンバサダーとして2011年度から社会貢献活動を行っている。消費者庁エシカルライフスタイルSDGsアンバサダー (大使) も務めている。

## 人物

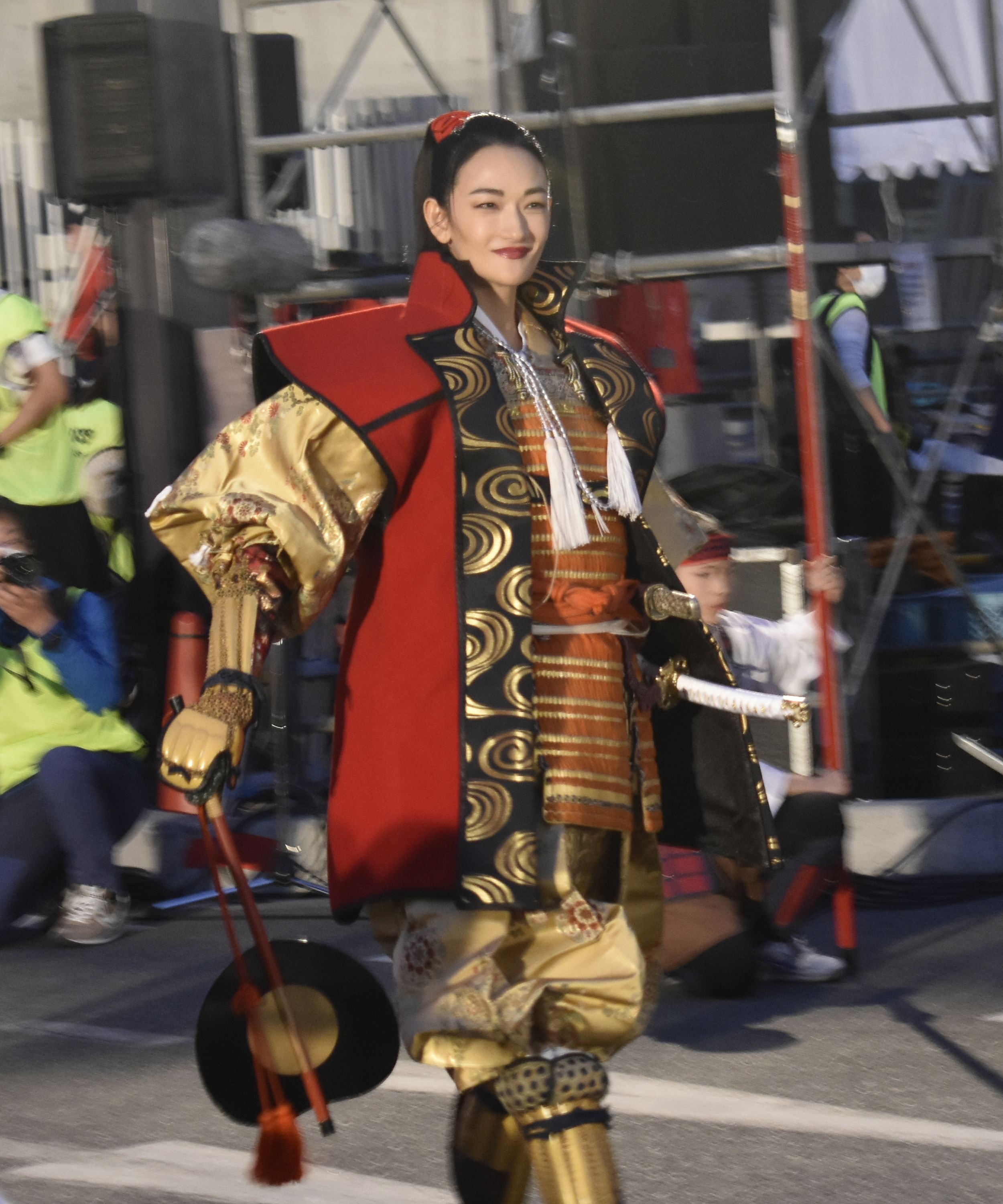
第50回信玄公祭りに武田信玄役で参加（2023年10月28日）

2004年10月にパリ在住の日本人パティシエと結婚。2005年3月に第1子男児の章胤を出産したが、2009年4月に離婚した。章胤の親権は冨永が持つ。
2022年『VOGUE JAPAN』10月号で章胤と共に誌面に登場。以降、章胤もモデルとして活動する。
愛車はフォルクスワーゲン・6代目ポロ。パリ在住時にもポロに乗っていたという。

## 受賞
- 第45回FEC モデルオブザイヤー（2001年）
- 第46回FEC 特別賞（2003年）
- 日本タンナーズ協会レザーニスト賞（2003年）
- 第32回ベストドレッサー賞（2003年）
- Intercoiffure Awards Tokyo 2004（2004年）
- 第5回ベストマザー賞 文化部門（2012年）[14]
- 世界で活躍し『日本』を発信する日本人（2012年）
- 第41回ベストジーニスト2024 協議会選出部門（2024年）[15]

## ショップ
- Deep Sweet Easy (2002-2011)

## 出演

### CM
- LION Ban
- 日本コカ・コーラ 爽健美茶（2001年）※ 滝沢沙織・松下奈緒と共演
- 大塚製薬 オロナミンCドリンク
- キャドバリージャパン クロレッツガム
- コニカ 撮りっきりコニカ（2001年）
- 特許庁 模倣品撲滅キャンペーン
- 花王 ソフィーナ レイシャス（2002年）
- 資生堂 おもてなしの国から
- キリンビバレッジ トロピカーナソルベ（2002年）
- カネボウ プロスタイルなど
- 日本マクドナルド フィッシュマックディッパー
- キユーピー マヨネーズ（N.Y.篇）
- ACジャパン（当時:公共広告機構）・NHK共同キャンペーン 地球温暖化防止（2004年）
- 双日 GRAND RESIDENCE グラン・レジデンス（我孫子市内の大規模マンションCM、2006年初頭頃）
- ユニリーバ・ジャパン ラックス スーパーダメージリペア
- マツダ DEMIO（2007年）
- 厚生労働省 里親の輪[16]
- ZENB JAPAN ZENBヌードル（2023年）[17]
- 日本和装ホールディングス（2024年）[18]
- プレミアアンチエイジング（2024年）[19]

### テレビ
- ザ・プライムショー（2011年10月 - 、WOWOW、金曜キャスター）
- 写ねーる（2012年4月 - 、NHK BSプレミアム、司会）
- 知りたがり!（2012年4月 - 、フジテレビ、知りたがリスト）
- ニッポン創造（2012年4月 - 、日本テレビ、ナレーション）
- 視点・論点「エチオピア大干ばつ」（2012年2月8日、NHK総合）
- NHK海外ネットワーク（2010年12月11日ほか不定期ゲスト、NHK総合）
- Life Design Lab（TwellV）
- 行列のできる法律相談所
- 人生が変わる1分間の深イイ話
- 踊る!さんま御殿!!
- 情熱大陸
- ひみつの嵐ちゃん!
- 教科書にのせたい!
- ホンネ日和
- VS嵐
- グータンヌーボ
- ドキュメント72時間（ナレーション）:他多数
- しゃべくり007
- あさイチ「プレミアムトーク　冨永愛」（2023年1月20日、NHK総合）
- NHKアカデミア「冨永愛 生きるヒントが、ここに。」（2023年5月31日、NHK Eテレ）[20]
- SWITCHインタビュー 達人達「冨永愛×磯田道史」（2023年6月16日、23日、NHK Eテレ）[21]
- 冨永愛の伝統to未来（2024年4月10日 - 、BS日テレ）[22]
- ベスコングルメ（2024年12月15日、TBSテレビ系） ※松尾駿（チョコレートプラネット）並びに川島明（麒麟）と共演[23]

### テレビドラマ
- グランメゾン東京（TBSテレビ系） - リンダ・真知子・リシャール 役
  - 日曜劇場（2019年10月20日 - 12月29日）[24]
  - スペシャルドラマ グランメゾン東京（2024年12月29日）[25][26][27]
- ドクターX 〜外科医・大門未知子〜7 第1話（2021年10月14日、テレビ朝日系） - 一橋由華 役[28]
- シリーズ・横溝正史短編集III「池松壮亮×金田一耕助3『蝙蝠と蛞蝓』」（2022年、NHK BSプレミアム）[29]
- 悪女（わる）〜働くのがカッコ悪いなんて誰が言った?〜 第4話（2022年5月4日、日本テレビ系） - 鬼丸 役[30]
- ドラマ10 大奥「8代・徳川吉宗×水野祐之進編」（2023年1月10日・2月28日 - 3月14日、NHK総合） - 徳川吉宗 役[31][32]
- 大河ドラマ べらぼう〜蔦重栄華乃夢噺〜（2025年1月5日 - 、NHK） - 高岳 役[33]
- 日本一の最低男 ※私の家族はニセモノだった（2025年1月9日 - 3月20日、フジテレビ） - 今永都 役[34]

### 映画
- デビルマン （2004年） - シレーヌ 役
- アメイジング・スパイダーマン（2012年） - 受付嬢 役（声の出演）
- R100（2013年）
- 世界の終わりから（2023年4月7日）[35]
- 「倭文ー旅するカジの木」（2024年5月25日） - 語り担当[36]。
- グランメゾン・パリ（2024年12月30日） - リンダ・真知子・リシャール 役[37]

### ラジオ
- HAPPINESS （2010年10月3日 - 2012年9月30日、J-WAVE） - ナビゲーター
- MIRAIZ （2012年10月6日 - 2013年9月28日、J-WAVE） - ナビゲーター

### イベント
- 2023年 山梨県信玄公祭り 信玄公役（女性初）[38]

## 書籍
- 冨永愛『Ai 愛なんて 大っ嫌い』ディスカヴァー・トゥエンティワン、2014年10月29日。ISBN 978-4799315750。[39]
- 冨永愛『冨永愛 美の法則』ダイヤモンド社、2020年3月12日。ISBN 978-4478109793。 NCID BC00666591。[40]
- キャリル・ハート（文）、アリー・パイ（絵） 著、冨永愛 訳『女の子はなんでもできる!』早川書房〈ハヤカワ・ジュニア・ブックス〉、2020年12月3日。ISBN 978-4152099877。 NCID BC05328563。
- 冨永愛『冨永愛 美をつくる食事』ダイヤモンド社、2021年12月1日。ISBN 978-4478113783。 NCID BC1140273X。[41]